# Синиярв, Карл Мартин
Карл Мартин Синиярв (эст. Karl Martin Sinijärv; род. 4 июня 1971, Таллин) — эстонский журналист, поэт и телеведущий.

## Биография
Карл Мартин Синиярв родился 4 июня 1971 года в Таллине. В 1977—1988 годах ходил в Таллинскую школу № 2. В 1988—1991 годах учился на филологическом факультете Тартуского университета. В 1988 году во время учёбы работал в компании «Urania», а в 1989 году был сотрудником культурного журнала «Kultuur ja Elu».
Он начал публиковаться уже в возрасте 17 лет. В 1989 году вышла его первая поэтическая книга в составе сборника, куда вошли ещё три поэтические книги таких авторов как Тыну Трубецки, Ринго Рингвее и Мярта Вяльятаги. К 2011 году Синиярв издал 8 поэтических книг и кулинарную книгу. Его ранняя поэзия характеризуется как этнофутуризм — сочетание архаического содержания и футуристической формы. В его творчестве также прослеживалось влияние авангардной поэзии начала XX века. Он часто экспериментировал с языком и игрой слов, писал любовные стихи, полные самоиронии. В его поздних сборниках стихов стали преобладать личные и злободневные темы. Стихи Карла Мартина Синиярва переведены на английский, финский, немецкий, венгерский, литовский, румынский и шведский языки.
Синиярв является автором многочисленных статей в различных изданиях. Он также был ведущим культурных шоу «OP!» и «Jüri Üdi klubi» на эстонском государственном телеканале Eesti Televisioon на протяжении уже более 10 лет.
С апреля 2007 года до апреля 2016 года Синиярв являлся председателем Союза писателей Эстонии.

## Семья
Карл Мартин Синиярв является сыном политика и дипломата Рийво Синиярва. Его дед Эрни Хийр был поэтом-футуристом и социалистом.

## Сочинения
- «Kolmring», стихи (1989)
- «Vari ja viisnurk», стихи (1991)
- «Sürway», стихи (1992)
- «Neli sada keelt», стихи (1997)
- «Poissmehe kokaraamat», («Поваренная книга бакалавра», 2000)
- «Towntown & 28», стихи (2000)
- «Artutart ja 39», стихи (2002)
- «Kaamose kiuste», стихи (2004)
- «Krümitor 0671», стихи (2011)